# Lévigny
Lévigny ist eine französische Gemeinde mit 91 Einwohnern (Stand: 1. Januar 2022) im Département Aube in der Region Grand Est. Sie gehört zum Arrondissement Bar-sur-Aube und zum Kanton Bar-sur-Aube. 
Sie ist umgeben von folgenden Nachbargemeinden:
| Vernonvilliers | Fuligny                                     | Ville-sur-Terre                |
| Éclance        | Kompassrose, die auf Nachbargemeinden zeigt | Fresnay, Maisons-lès-Soulaines |
| Arsonval       | Montier-en-l’Isle                           | Arrentières                    |

## Bevölkerungsentwicklung
| Jahr                       | 1962 | 1968 | 1975 | 1982 | 1990 | 1999 | 2008 | 2016 |
| -------------------------- | ---- | ---- | ---- | ---- | ---- | ---- | ---- | ---- |
| Einwohner                  | 147  | 132  | 108  | 107  | 101  | 109  | 108  | 97   |
| Quellen: Cassini und INSEE |      |      |      |      |      |      |      |      |

## Sehenswürdigkeiten
- Himmelfahrts-Kirche (Église de l’Assomption)

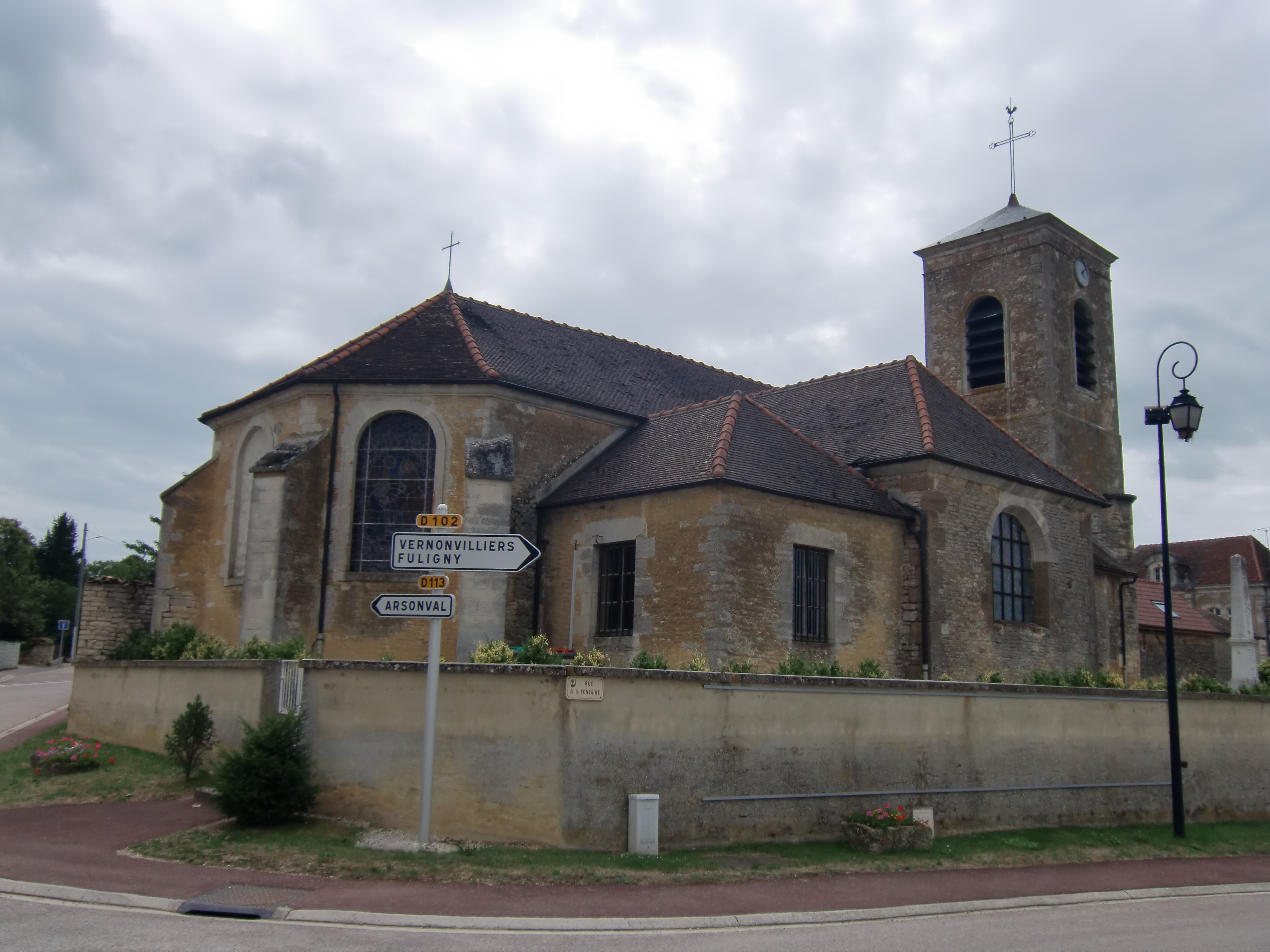
Kirche